# ルース・ポッセルト
ルース・ポッセルト（Ruth Posselt, 1914年9月6日 - 2007年2月19日）は、アメリカのヴァイオリン奏者。
マサチューセッツ州メドフォードの音楽一家に生まれる。
3歳の頃から姉のマジョリーからヴァイオリンの手ほどきを受け、6歳の時にボストンで初舞台を踏んだ。その後エマヌエル・オンドルジーチェクにヴァイオリンを師事し、1928年にウォルター・ダムロッシュ率いるニューヨーク交響楽団の演奏会でデビューを飾った。1929年にシューベルト記念賞を受賞し、パリに留学してジャック・ティボーの薫陶を受け、1932年にピエール・モントゥーの指揮するパリ交響楽団の演奏会でヨーロッパ・デビューを飾った。1935年には帰国して全米ツアーを行い、1937年にはホワイトハウスで演奏会を開いている。1940年にはリチャード・バージンと結婚した。1949年にヨーロッパ・ツアーを行ってからは演奏活動をアメリカ国内に限定している。1962年からはフロリダに移住し、1963年から1978年までフロリダ州立大学で教鞭を取った。一方で、夫が創設したフロレスタン弦楽四重奏団で室内楽の演奏にも取り組んだ。
フロリダ州ガルフポートにて死去した。